# Vi Trang
Vi Trang (chữ Hán: 韋莊, 836-910), tự Đoan Kỷ (端已), là nhà thơ, nhà từ nổi danh trong khoảng Đường mạt-Ngũ Đại ở Trung Quốc.

## Tiểu sử
Vi Trang là người Đỗ Lăng, quận Kinh Triệu (nay thuộc tỉnh Thiểm Tây, Trung Quốc); dòng dõi Tể tướng Vi Kiến Tổ đời Đường.
Năm 880 đời Đường Hy Tông, Hoàng Sào dẫn quân vào Trường An, đúng lúc ông đang đi thi. Trông thấy cảnh loạn lạc, ông đau lòng, sau này làm ra bài thơ dài Tần phụ ngâm rất nổi tiếng.
Năm 883, ông đến Lạc Dương (nay thuộc Hà Nam, Trung Quốc), rồi phiêu bạt xuống Giang Nam.
Năm 894 đời Đường Chiêu Tông, Vi Trang thi đỗ Tiến sĩ, được bổ làm chức Hiệu thư lang.
Sau đó, ông đến Tứ Xuyên, làm Phán quan cho Vương Kiến, là một đại quân phiệt đang hùng cứ một phương.
Năm 907, khi hay tin vua Đường Ai Đế bị quyền thần Chu Toàn Trung phế truất, Vương Kiến bèn lên ngôi Hoàng đế, lập ra nhà Tiền Thục (thời Ngũ Đại Thập Quốc), cử Vi Trang lên làm Tể tướng.
Tại Thành Đô (nay là tỉnh lỵ tỉnh Tứ Xuyên), ông làm nhà trên nền cũ thảo đường của Đỗ Phủ ở Hoàn Hoa khê 
Năm 910, Vi Trang mất ở đất Thục.

## Tác phẩm
Tác phẩm của Vi Trang có Cán hoa tập và Cán hoa từ.
Về thơ, ông thường nói về nỗi buồn riêng của khách vương tôn gặp phải "cảnh lưu ly phiêu bạt" và "những cái mắt thấy tai nghe"... Thơ ông phần nhiều là thơ luật, tình tha thiết, ý mới mẻ .
Về từ của ông, không kém từ của Ôn Đình Quân , từng được Chu Tế khen là "thanh diễm tuyệt vời".
Song, đáng coi là "kiệt tác", đó là bài thơ tự sự có tên là Tần Phụ Ngâm, dài hơn 1.700 chữ .
Trong bài, tác giả mượn lời một phụ nữ đã sống ba năm trong quân đội của Hoàng Sào, phản ánh tình hình sau khi đội quân này vào Trường An, và mấy lần giao chiến với quan quân nhà Đường. Qua đó, ông kể lại tình trạng hủ bại, bất lực, lúng túng, sợ hãi của giai cấp thống trị khi phải đối phó với vụ biến động; đồng thời ông cũng mô tả những gì gọi là "tàn bạo", "dã man" của đội quân nổi dậy... Về mặt nghệ thuật, bài thơ có bố cục và kết cấu khá chặt chẽ, tự thuật khéo, miêu tả sinh động, hình tượng cũng rất sắc nét...

## Giới thiệu tác phẩm
Dưới đây là ba trong số bài thơ và từ tiêu biểu của Vi Trang.
| 1. Nguyên tác: 金陵圖 江雨霏霏江草齊， 六朝如夢鳥空啼。 無情最是臺城柳， 依舊煙籠十里堤。 Phiên âm Hán-Việt: Kim Lăng đồ Giang vũ phi phi giang thảo tề Lục triều như mộng điểu không đề Vô tình tối thị Đài thành liễu Y cựu yên lung thập lý đê. Tạm dịch: Bức hoạ thành Kim Lăng Lất phất mưa sông, cỏ mọc đều, Sáu triều đâu thấy, thấy kim kêu. Vô tình rặng liễu Đài thành nọ, Mười dặm mông lung vẫn mỹ miều . 2. Nguyên tác: 東陽酒家贈別 天涯方歎異鄉身， 又向天涯別故人。 明日五更孤店月， 醉醒何處淚沾巾。 Phiên âm Hán-Việt: Đông Dương tửu gia tặng biệt Thiên nhai phương thán dị hương thân, Hựu hướng thiên nhai biệt cố nhân. Minh nhật ngũ canh cô điếm nguyệt, Tuý tỉnh hà xứ lệ triêm cân. Trần Trọng Kim dịch thơ: Tiễn nhau ở quán rượu Đông Dương Than thân xa lạ quê người, Lại cùng người cũ bên trời chia tay. Trăng tàn quán khách sớm mai, Tỉnh say ai cũng lệ rơi ướt đầm. | 3. Nguyên tác: 女冠子其二 昨夜夜半 枕上分明夢見 語多時 依舊桃花面 頻低柳葉眉 半羞還半喜 欲去又依依 覺來知是夢 不勝悲 Phiên âm Hán-Việt: Nữ quan tử từ Tạc dạ dạ bán Chẩm thượng phân minh mộng kiến Ngữ đa thì Y cựu đào hoa diện Tần đê liễu diệp my Bán tu hoàn bán hỉ Dục khứ hựu y y Giác lai tri thị mộng Bất thắng bi! Tạm dịch: Bài từ "Nữ quan tử" Nửa đêm đêm trước Trên gối rõ ràng mộng thấy Chuyện hồi lâu Cũng vẫn mặt hoa ấy, Ủ rũ liễu gầm đầu Nửa vui mà nửa thẹn, Tần ngần nỡ dứt đâu! Tỉnh rồi biết là mộng Bao nỗi sầu! |

## Sách tham khảo
- Sở nghiên cứu văn học thuộc Viện Khoa học xã hội Trung Quốc biên soạn (1993), Lịch sử văn học Trung Quốc (Tập II), Bản dịch do Nhà xuất bản Giáo dục Việt Nam ấn hành, 1993.
- Dịch Quân Tả, Văn học sử Trung Quốc (Quyển I, GS. Huỳnh Minh Đức dịch). Nhà xuất bản Trẻ, 1992.
- Nguyễn Hiến Lê (1997), Đại cương văn học Trung Quốc (trọn bộ). Nhà xuất bản Trẻ.
- Trần Trọng San, Thơ Đường. Tủ sách Đại học Tổng hợp Thành phố Hồ Chí Minh xuất bản, 1990.